# Isorrhoa

Isorrhoa är ett släkte av fjärilar som beskrevs av Edward Meyrick 1913. Isorrhoa ingår i familjen brokmalar, Momphidae.

## Dottertaxa tillisorrhoa, i alfabetisk ordning[1]
|  | Isorrhoa antimetra  |
|  | Isorrhoa atmozona   |
|  | Isorrhoa emplecta   |
|  | Isorrhoa euxona     |
|  | Isorrhoa implicata  |
|  | Isorrhoa loxoschema |
|  | Isorrhoa ochrochyta |
|  | Isorrhoa pandani    |
|  | Isorrhoa triloxias  |
|  | Isorrhoa tripoda    |